# Xylota zeya
Xylota zeya är en tvåvingeart som beskrevs av Mutin och Gilbert 1999. Xylota zeya ingår i släktet vedblomflugor, och familjen blomflugor. Inga underarter finns listade i Catalogue of Life.